# 蒂亞姆斯峰
蒂亞姆斯峰（OPiz Tiarms）是瑞士的山峰，位於該國東南部，由格勞賓登州負責管轄，屬於格拉魯斯山的一部分，海拔高度2,917米，每年平均降雨量2,385毫米。